# Natália Pereira
Natália Pereira (* 4. April 1989 in Ponta Grossa) ist eine brasilianische Volleyballspielerin. Bei den Olympischen Spielen 2012 in London gewann sie die Goldmedaille.

## Karriere
Pereira begann ihre Karriere 2004 bei ACF/Campos. 2005 gewann sie mit dem brasilianischen Nachwuchs die U-18-Weltmeisterschaft. In der folgenden Saison spielte sie für CD Macaé und wechselte anschließend zum Osasco Voleibol Clube. Mit Osasco wurde sie von 2007 bis 2009 dreimal Vizemeister und 2008 außerdem brasilianischer Pokalsieger. 2009 debütierte die Außenangreiferin in der A-Nationalmannschaft, mit der sie noch im gleichen Jahr den Grand Prix und die Südamerikameisterschaft gewann. 2010 siegte Osasco in der nationalen Liga. International erreichte Pereira mit Brasilien die Endspiele des Grand Prix und der Weltmeisterschaft. Im folgenden Jahr war Osasco wieder Zweiter in Brasilien. Die Nationalmannschaft verpasste zum zweiten Mal den Finalsieg beim Grand Prix. Anschließend wechselte die Außenangreiferin zu ihrem heutigen Verein Rio de Janeiro VC. 2012 nahm Pereira an den Olympischen Spielen in London teil und gewann mit Brasilien im Finale gegen die USA die Goldmedaille. Wegen eines Dopingvergehens wurde sie 2013 für 60 Tage gesperrt.